# Idioma yabula-yabula
Yabula-Yabula (Jabulajabula) en un idioma extinto de Australia, ubicado en Victoria y ]Nueva Gales del Sur. Dixon lo enumeró como un aislado, pero Glottolog lo evalúa como un dialecto del Yotayota.